# 额木特河

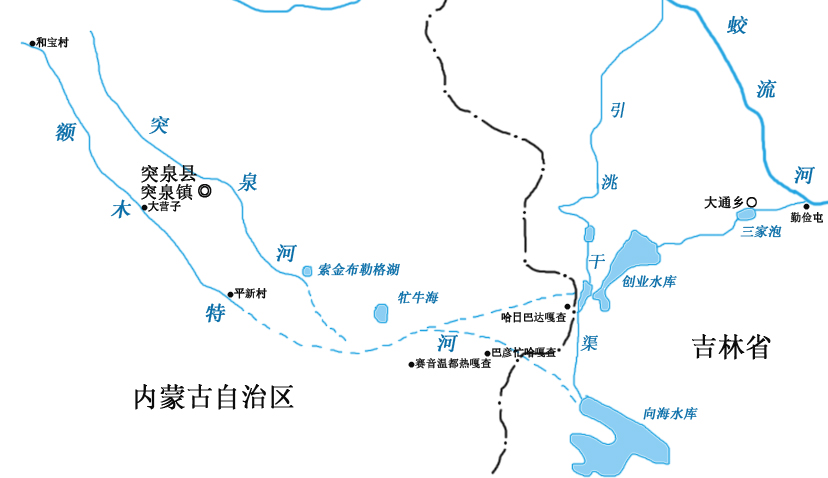
额木特河示意图

额木特河，又称大额木特河，位于中国东北地区，是蛟流河右侧的一条季节性河流，发源于内蒙古自治区突泉县六户镇和宝村（旧属太和乡）六道沟以北的山区，自西北向东南流经突泉县与科尔沁右翼中旗交界地区，于科右中旗新佳木苏木赛音温都热嘎查双眼泡子东左纳突泉河后转东流，一般年份消失在牤牛海以南的沼泽湿地中，大水时分两股流入吉林省：南股在科右中旗新佳木苏木赛音温都热嘎查东北3千米处分出，经巴彦忙哈嘎查以西的庄脱塔拉大甸子，流入吉林省通榆县向海水库；北支在新佳木苏木哈日巴达嘎查通过引洮分洪工程盐铺涵洞进入洮南市创业水库，出库后向东流，经三家泡，于洮南大通乡双余村勤俭屯北汇入蛟流河。从北股算起额木特河全长141千米，流域面积4396平方千米，年均径流量1.09亿立方米。额木特河流域地处大兴安岭向松辽平原过渡地带，干流在突泉县突泉镇大营子村（旧属溪柳乡）以上流经低山丘陵区，以下进入平原区。上游山峦逶迤，林木茂密；下游属于科尔沁草原，地势平坦，水草丰美。干流在突泉镇平新村以下河道不明显，断断续续。